# Carl von Dapper

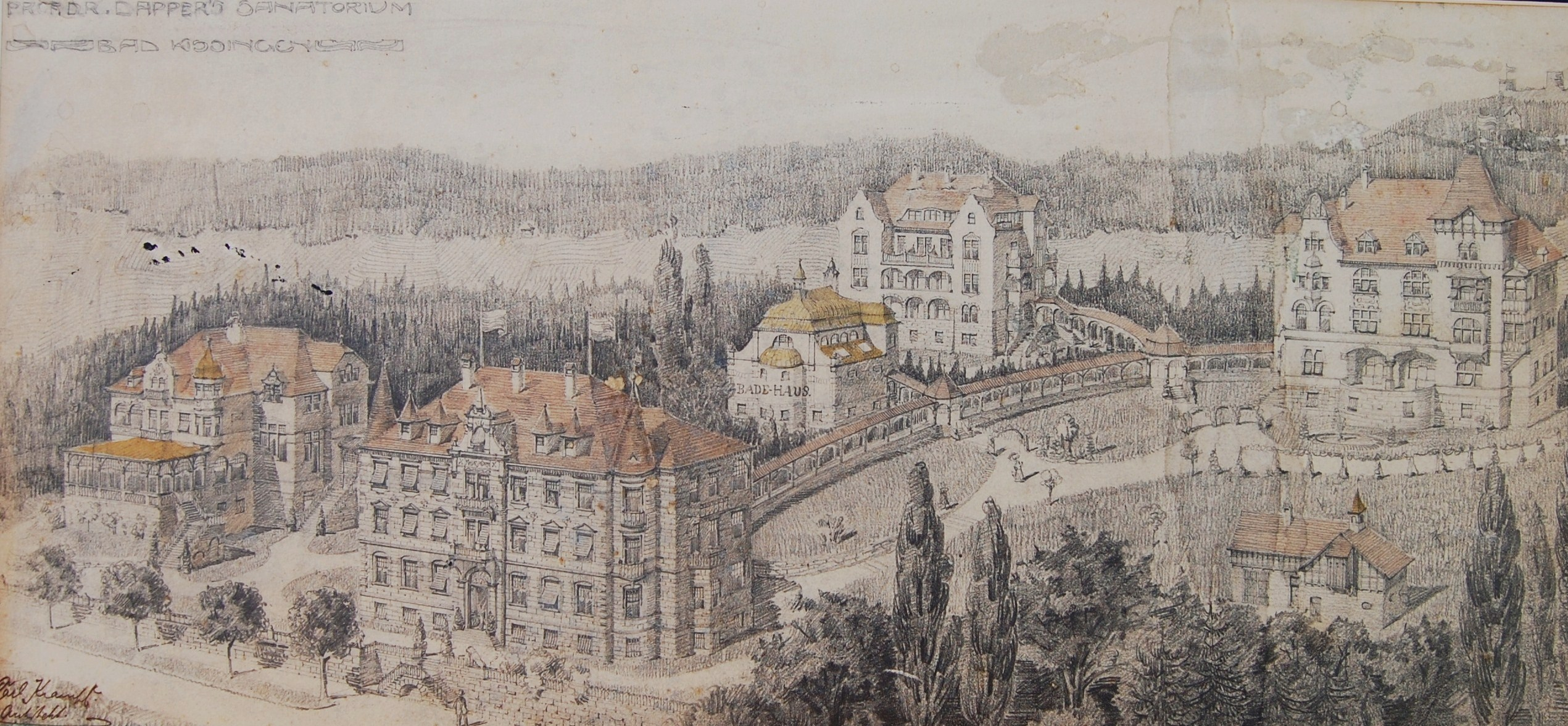
Anlage des Dapper-Sanatoriums
Zeichnung (1894) des ausführenden Architekten Carl Krampf

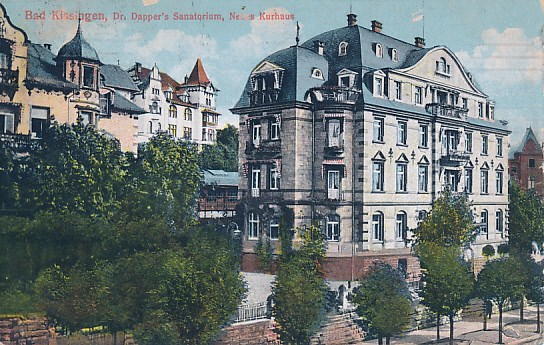
Sanatorium Dapper mit Hintergebäude "Neues Kurhaus"(1905)

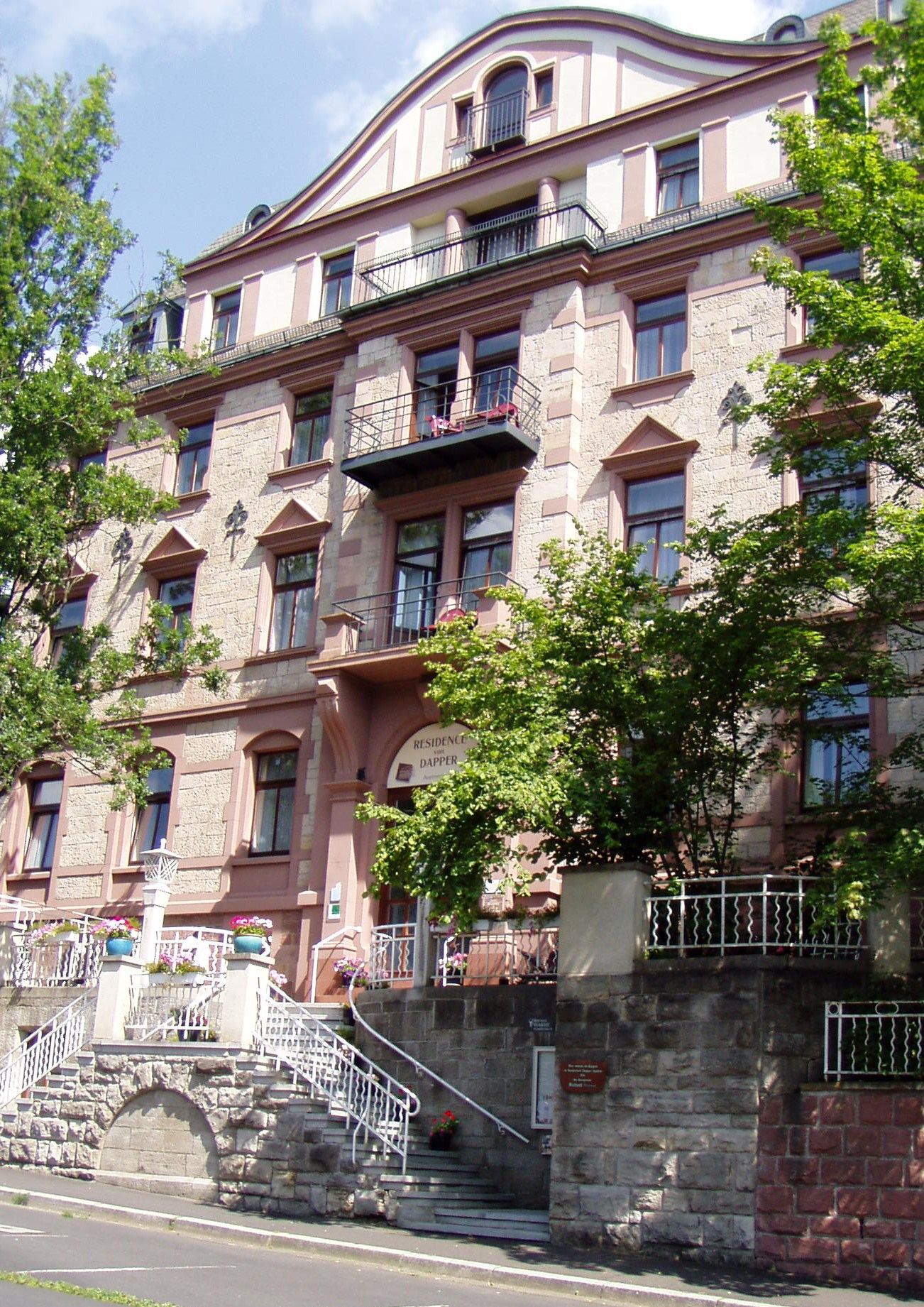
Hauptgebäude des „Sanatoriums von Dapper“ (heute: 4-Sterne-Hotel „Residence von Dapper“)

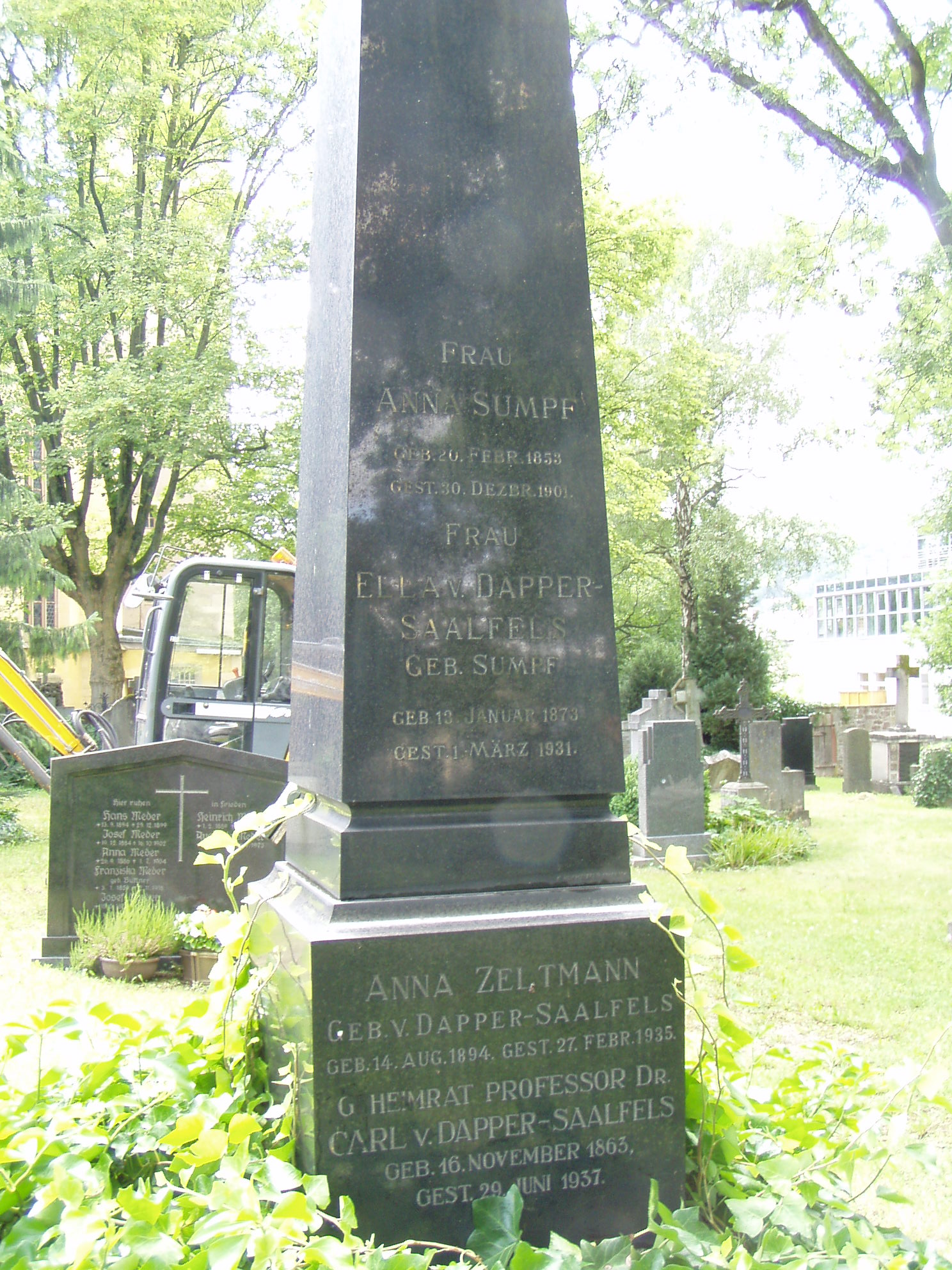
Dapper-Grabmal
(Kapellenfriedhof in Bad Kissingen)

Carl Franz Dapper, ab 1913 von Dapper-Saalfels (* 16. November 1863 in Kerpen; † 29. Juni 1937 in Bad Kissingen) war ein deutscher Internist, Balneologe und Kurarzt.

## Leben
Er entstammte einer rheinländischen Familie und war der Sohn des Arztes Dr. med. Michael Dapper (* 1835) in Kerpen.
Dapper war königlich bayerischer Hofrat, großherzoglich oldenburgischer Geheimer Medizinalrat und königlich preußischer Professor.
Er genoss durch seine Veröffentlichungen, aber besonders auch durch seine Arbeit als praktizierender Kurarzt in der damals mit fünf durch einen Arkadengang verbundenen Häusern größten Sanatoriums-Anlage des Kurortes Bad Kissingen, die er sich in den Jahren 1894 bis 1904 vom Kissinger Architekten Carl Krampf errichten ließ, internationalen Ruhm. Zu seinen dortigen Patienten und Gästen gehörten Vertreter des europäischen Adels, Wirtschaftsführer, Politiker und Militärs wie z. B. Prinz Erich von Thurn und Taxis (1876–1952) und sein jüngerer Bruder Alexander (1881–1937) von Schloss Lautschin (Böhmen), Großfürst Michael von Russland, Fürstin Johanna von Bismarck, Großherzog Friedrich August II. von Oldenburg und dessen Tochter Herzogin Sophie Charlotte von Oldenburg, Kaiserin Auguste Viktoria, der Bankier Robert Pferdmenges, Verleger Friedrich Arnold Brockhaus (der Jüngere) oder mehrmals der Komponist Richard Strauss. Der Leiter des Auswärtigen Amts, Alfred von Kiderlen-Waechter, empfing hier im Auftrag von Reichskanzler Theobald von Bethmann Hollweg während der Zweiten Marokkokrise (1911) den französischen Botschafter Jules Cambon zum politischen Gespräch. Auch NS-Reichsminister Rudolf Heß hielt sich im Dapper mindestens 1936 zur Kur auf.
Im Ersten Weltkrieg diente sein Sanatorium als Lazarett für Offiziere. Nach der Weltwirtschaftskrise verlor Dapper sein Sanatorium wegen sinkender Gästezahlen an die Bank. Heute besteht als einziges Element der großzügigen Anlage, die mehrfach den Eigentümer wechseln musste, noch das Haupthaus von 1894 als Hotel „Residence von Dapper“ in Privatbesitz.
Dapper wurde am 13. Februar 1913 mit Immatrikulation am 10. März 1913 in München in den bayerischen Adelsstand mit Namensmehrung „von Dapper-Saalfels“ erhoben.
Carl von Dapper wurde am 1. Juli 1937 in Bad Kissingen begraben. Schon vor ihm waren seine Ehefrau und seine Tochter verstorben.
Bei der Bayerischen Akademie der Wissenschaften gab es die „Dapper-Saalfels-Stiftung“ zur Förderung wissenschaftlicher Arbeiten und Unternehmungen auf dem Gesamtgebiet der Naturwissenschaften. In Bad Kissingen wurde die Dapperstraße nach ihm benannt.
Er war Mitglied der Corps Rhenania Freiburg (1884) und Guestphalia Bonn (1888).

## Werke (Auswahl)
- als Co-Autor: Membranous catarrh of the intestines (colica mucosa). Autor: Carl von Noorden, Treat-Verlag, New York 1903
- Concerning the effects of saline waters (Kissingen, Homburg) on metabolism. Co-Autor: Carl von Noorden, Treat-Verlag, New York 1905

## Orden und Ehrenzeichen (Auswahl)
- Eisernes Kreuz am schwarz-weißen Band
- Ehrenkreuz des Verdienstordens vom Heiligen Michael
- König Ludwig-Kreuz
- Ehren-Großkomturkreuz des Oldenburgischen Haus- und Verdienstordens des Herzogs Peter Friedrich Ludwig
- Preußischer Kronenorden III. Klasse
- Preußischer Roter Adlerorden IV. Klasse
- Komturkreuz I. Klasse des Herzoglich Sachsen-Ernestinischen Hausordens
- Mecidiye-Orden II. Klasse mit Stern
- Sachsen-Meiningensches Ehrenkreuz